# Friedrich Wilhelm von Schadow
Friedrich Wilhelm von Schadow (adlet Schadow Godenhaus) (født 5. september 1789 i Berlin, død 19. marts 1862 i Düsseldorf) var en tysk maler, søn af Johann Gottfried Schadow.
Schadow begyndte som elev af faderen. Samlivet fra 1810 med Friedrich Overbeck, Philipp Veit og andre i Rom blev bestemmende for hans kunst; han trak sig vel ud af Nazarenernes kreds, men 1814 blev han katolik, og den religiøse kunst blev ham stadig det kæreste; i Rom malede han to fresker til Casa Bartholdy (Jakob, Josef; nu i Berlins Nationalgalleri), også kirkelige billeder og portrætter (Thorvaldsen, brødrene Schadow i Rudolf Schadows atelier), senere i Tyskland en mængde kirkelige billeder (Kongernes Tilbedelse, det dygtige De kloge og de ukloge Jomfruer, Christus paa Oliebjerget, Christi Lig, Pietas og Vanitas etc.). Uden dyb originalitet, eklektiker og forstandsmæssig i sin kunst fik han dog stor indflydelse på tysk kunstudvikling. Hans flittigt udviklede og sikre teknik havde 1819 skaffet ham professorværdigheden i Berlin. Her malede han bl.a. med god og kraftig kolorit Prosceniumstæppet (Bakkanal) til det ny Teater, mange portrætter, i portrætmaleriet yder Schadow ofte sit bedste, den skønne skikkelse »Poesien« og så fremdeles 1826 flyttede han som akademidirektør med en del af sine bedste elever Julius Hübner, Carl Friedrich Lessing, Eduard Bendemann, Theodor Hildebrandt, og Karl Ferdinand Sohn til Düsseldorf og blev her den såkaldte Düsseldorf malerskoles grundlægger. Han reorganiserede undervisningen, frisindet over for de forskellige retninger, bragte atter olien (som hans formand Peter von Cornelius havde fordømt) til ære og værdighed, viste vej mod en malerisk "realisme", der var tom og uægte nok, men dog for sin tid en nydannelse, og med spillerum for individualiteten samlede han om sig et dygtigt, men rigtignok hurtig stagnerende kunstnerkuld. Selv malede Schadow, foruden tidligere nævnte arbejder, bl.a. Mignon, Den himmelske og jordiske Kærlighed (1840, under et Ophold i Italien). I sine senere år var Schadow næsten blind. Kunstlivet ilede ham forbi, og han mistede holdet på sine elever. 1859 tog han sin afsked fra akademiet. 
I Thorvaldsens Museum ses Christi Gang til Golgatha.
- Josephs Traumdeutung im Gefängnis
- Mignon (1828)
- Friedrich Wilhelm von Schadow – Portræt Felix Schadow (1829)

## Værker (Litteratur)
- Meine Gedanken über eine folgerichtige Ausbildung des Malers, i: Berliner Kunstblatt 1 (1828), Side 264–273
- Der moderne Vasari. Erinnerungen aus dem Künstlerleben, Berlin 1854 (digitaliseret udgave, Universitäts- und Landesbibliothek Düsseldorf)
- Über den Einfluß des Christentums auf die bildende Kunst, Düsseldorf 1843